# París 13 Atlético
El París 13 Atlético es un equipo de fútbol de Francia que juega en el Championnat National, la tercera división de fútbol en el país. El número 13 se refiere al 13e Arrondissement de la ciudad de París.

## Historia
Fue fundado el 17 de febrero de 1968 en la avenida 48 de Gobelins en París por estudiantes del Liceo Técnico Jean Lunçat. Ese mismo año se afilian a la Federación Francesa de Fútbol y en París se afilian a la District du Val de Marne de football.
En 2012 se fusionan con el SO de París para dar origen al FC des Gobelins de Paris 13, pero al año siguiente la fusión pasó a ser una absorción y retomaron su nombre original debido a las dificultades de infraestructura que tenía en SO de París. Esa misma temporada deciden crear a su sección de fútbol femenil.
En la temporada 2018/19 logran su título más importante cuando gana su zona en el Championnat National 3 y ascienden a la cuarta división nacional por primera vez en su historia.

## Palmarés
- Championnat National 3 Grupo C: 1

2018/19

## Jugadores

### Jugadores destacados
- Ibrahima Dabo